# Clarkiella deichmannae
Clarkiella deichmannae is een zeekomkommer uit de familie Sclerodactylidae.
De wetenschappelijke naam van de soort werd in 2009 gepubliceerd door Mark O'Loughlin.